# Tokyo (Money Heist)
Tóquio (Silene Oliveira) é a protagonista de fato da série La Casa de Papel, da Netflix, interpretada por Úrsula Corberó. Tóquio é uma narradora pouco confiável e uma assaltante em fuga vigiada pelo Professor.

## Biografia da personagem
Após um roubo fracassado no qual seu namorado foi morto, Silene Oliveira se tornou uma fugitiva da polícia. Ela foi contratada pelo Professor para participar do assalto à Casa da Moeda da Espanha, em Madrid. Junto com os outros sete ladrões escolhidos para o roubo, Oliveira é levada para um casarão isolado, onde o assalto é planejado por cinco meses. O Professor pede que os assaltantes escolham um nome de cidade para esconder suas identidades, e Silene Oliveira escolhe Tóquio.

## Desenvolvimento
Os produtores encontraram Tóquio entre os personagens mais difíceis de desenvolver, já que originalmente procuravam uma atriz mais velha para interpretar a personagem, que não tinha nada a perder antes de conhecer o Professor. Eventualmente, Úrsula Corberó conseguiu o papel por trazer uma energia lúdica para Tóquio; sua voz foi fortemente influenciada durante a escalação, uma vez que ela foi a primeira voz que o público ouviu no show. No início do show, Corberó descreveu Tóquio como "uma garota que realmente não tem autoestima, tem se sentido muito sozinha, tem passado muito mal, [e] não tem uma figura paterna em casa", resultando em uma vulnerabilidade que a personagem não sabe expressar. O ator Álvaro Morte (o Professor) considera Tóquio um dos membros de gangue favoritos do Professor, pois ambos os personagens se confiavam e se confrontavam como melhores amigos, apesar de serem do sexo oposto.

## Caracterização
Sandra Faginas, do jornal espanhol La Razón, elogiou o personagem, dizendo que Tóquio foi "um maravilhoso coquetel de paixão e razão" que "nasceu esplendidamente no roteiro". Ela considerava Tóquio como uma "alma livre tocando cada companheiro e se aproximando deles de maneiras diferentes: Rio com ternura apaixonada, o Professor com frio respeito, Nairóbi com alegria e sintonia e Berlim com disciplina desafiadora". John Doyle, do The Globe and Mail, viu Corberó "como uma forte protagonista feminina, sua personagem não se conforma com muito [o] que você veria em um drama policial britânico ou americano equivalente". Enquanto isso, Alfonso Rivadeneyra García, do jornal peruano El Comercio, não gostou da hipersexualização de Tóquio na parte três de La casa de papel como fan service. Keyvan Azh, da German Focus, considerou Tóquio como uma protagonista unidimensional que confia no "dispositivo estilístico barato" de dizer, não mostrar. Para o papel de Tóquio, Úrsula Corberó foi indicada ao Premios Feroz em 2017 na categoria "Melhor Atriz Principal de Série" e ganhou o Premios IRIS (es) em 2018 de "Melhor Atriz".